# Лян Цзинкунь
Лян Цзинку́нь (кит. упр. 梁靖昆, пиньинь Liáng Jìngkūn; род. 20 октября 1996, Таншань, Хэбэй) — китайский спортсмен, игрок в настольный теннис, член национальной сборной Китая, чемпион мира в командном разряде 2022 года. Впервые вошел в сотню лучших игроков мира в марте 2014 года, в десятку — в апреле 2019 года.

## Биография
Первый крупный успех на международной арене пришел к Лян Цзинкуню в 2013 году, когда он выиграл юношеский чемпионат Азии в одиночном и командном разрядах, и юношеский чемпионат мира в командном разряде. В 2015 году в составе сборной команды Китая принимал участие в Чемпионате мира в Сучжоу, но особо себя не проявил.
2018 год стал первым годом крупных успехов Лян Цзинкуня на взрослой международной арене. Сначала он стал победителем японского этапа серии «ITTF World Tour» в смешанном разряде, затем в составе команды завоевал золотую медаль на Азиатских играх 2018 и под конец года выиграл в одиночном разряде платиновый этап «ITTF World Tour» в Австрии.
2019 год Лян Цзинкунь начал с победы в парном разряде на первом этапе «ITTF World Tour» — Hungarian Open 2019 и затем выиграл одиночный разряд этапа «ITTF Challenge Series» в Португалии. Эти достижения позволили ему впервые войти в десятку лучших игроков мира.
По итогам выступлений на международной арене и внутренних китайских отборов Лян Цзинкунь был включен в состав национальной сборной Китая на чемпионат мира в Будапеште, где завоевал две бронзовые медали — в одиночном и парном разрядах. Через два года на чемпионате мира в Хьюстоне вновь выиграл две бронзы в одиночном и парном разрядах.
В марте 2022 года достиг наивысшей для себя третьей позиции в мировом рейтинге ITTF.

## Стиль игры
Лян Цзинкунь играет правой рукой европейской хваткой в контр-атакующем стиле близко к столу.